# John Lyons (skådespelare)
John Lyons, född den 14 september 1943, är en brittisk skådespelare. Han är antagligen mest känd för sin roll som Detective Sergeant George Toolan i den brittiska TV-serien Ett fall för Frost.
I september 2005, började han spela med i West End uppsättningen av Råttfällan, världens mest långlivade teateruppsättning.

## Filmografi – i urval

### Filmer
- Sweeney 2 (1978) - Mead
- Action Jackson (1988) - Yacht Guard #1
- Bullseye! (1991) - Train Guard
- Blues Brothers 2000 (1998) - Russian Thug #5

### TV-serier
- Z-Cars (1967) - 2nd Crook (2 avsnitt)
- Onedinlinjen (1971) - Crew Membrer (1 avsnitt)
- On The Buses (1971-1973) - Bert/Bill/Sid (4 avsnitt)
- The Tomorrow People (1975) - Sergeant Evans (2 avsnitt)
- Yus My Dear  (1976) - Milkman (2 avsnitt)
- Horse in the House (1979) - Policeman (2 avsnitt)
- The Bill (1984-1985) - (2 avsnitt)
- The Nineteenth Hole (1989) – Dennis (7 avsnitt)
- Ett fall för Frost (1992-2010) - D.S. Toolan (39 avsnitt)